# Nikołajewka (Kraj Krasnodarski)
Nikołajewka (ros. Николаевка) – wieś w Rosji, w Kraju Krasnodarskim, w rejonie szczerbinowskim. W 2010 liczyła 1299 mieszkańców.